# Tuffi ai campionati europei di nuoto 2018 - Piattaforma 10 metri sincro femminile
Il concorso dei tuffi dalla piattaforma 10 metri sincro femminile dei Campionati europei di nuoto 2018 si è svolto il 7 agosto 2018 alla Royal Commonwealth Pool di Edimburgo e vi hanno preso parte 7 coppie di atlete, provenienti da altrettante diverse nazioni.

## Risultati
La finale è iniziata alle 13:30.
| Class   | Nazione       | Atlete                               |        |
| Class   | Nazione       | Atlete                               | Punti  |
| ------- | ------------- | ------------------------------------ | ------ |
| Oro     | Gran Bretagna | Eden Cheng Lois Toulson              | 289.74 |
| Argento | Russia        | Ekaterina Beliaeva Julija Timošinina | 288.60 |
| Bronzo  | Germania      | Maria Kurjo Elena Wassen             | 284.64 |
| 4       | Italia        | Noemi Batki Chiara Pellacani         | 276.60 |
| 5       | Ucraina       | Valeriia Liulko Sofija Lyskun        | 263.28 |
| 6       | Norvegia      | Anne Tuxen Helle Tuxen               | 240.96 |
| 7       | Svezia        | Ellen Ek Isabelle Svantesson         | 214.65 |